# 全國小地主和農民黨
全國小地主和農民黨（匈牙利語：Országos Kisgazda- és Földmíves Párt），簡稱全國小農黨（OKGFP），是匈牙利历史上的一个農業主義政黨。1919年11月21日，该党由萨博·伊斯特万创建。该党在拜特倫內閣中負責農業事務，後受拜特倫·伊斯特萬影響于1922年2月2日加入统一黨。但由於不滿拜特倫政府的政策及漠視，前全国小農黨成員於1930年退出统一黨，另立獨立小地主、農民和公民黨。